# Alonso Briceño de Arévalo y Mansilla
Don Alonso de Arévalo Briceño y Mansilla fue uno de los primeros vecinos fundadores de Santiago de Chile, era natural de Guadalajara, España, y descendiente de judeoconversos de la Aljama de Alcalá de Henares, el cual desempeñó un importante rol en la conquista de América.

## Origen primeros años
Conocido como Alonso de Arévalo Briceño y Mansilla. En Chile se le consideraba Hijodalgo a pesar de que su padre y su abuelo no pudieron demostrarlo ante la Real Chancillería, habiéndose quemado la carta que les hizo Don Fernando de Aragón en 1488 en la que se ennoblecía a su bisabuelo Pedro de Arévalo, nombre cristiano con el cual se bautizó Ysaque de Arévalo ben Zadok, judío de la Aljama de Alcalá de Henares. 
Don Alonso nació en 1542, en Guadalajara, España; y fue bautizado en la Iglesia de San Gil de Guadalajara el día 3 de abril de 1542; falleció en Lima, Perú, en 1618; era hijo del Licenciado Don Pedro de Arévalo y de La Fuente, quien fuera Alcalde de Guadalajara entre 1530 y 1545; el Licenciado Pedro de Arévalo litigó su Hidalguía en 1543, no pudiendo demostrar que era noble, debido a que su tío, el boticario Lope de Arévalo, se le quemó la casa y con ella el edicto de Don Fernando de Aragón en donde ennoblecía a los Arévalo ben Zadok de la Aljama de Alcalá por el aporte que entregaron para para pagar el rescate de los judíos de Málaga; la madre de Don Alonso fue Doña María de Mansilla, hermana de Luis de Mansilla el joven e hija de Luis de Mansilla el viejo, ambos escribanos de Guadalajara. Por el lado de los de la Fuente, la abuela de Don Alonso era Catalina Hernández de la Fuente, hermana del Arcipreste de Guadalajara Don Alonso Fernández de la Fuente, hostigados por la Inquisición debido a ser judeoconversos, ambos hijos de Francisco Gómez de Fuente, nombre cristiano de un judío de Guadalajara converso antes de 1490 y que tomó su apellido de la Iglesia de Santa María de la Fuente. El abuelo de Don Alonso fue Alonso Hernández de Arévalo, judeoconverso que se bautizó junto a su padre en 1488; todos ellos descendientes directos del rabino Abraham de Arévalo ben Zadok quien fuera un importante mercader de la Aljama de Alcalá en el siglo XIV.

## Paso a Chile
Don Alonso en 1568 pide poder pasar a Santiago de Chile, donde se encuentra un hermano suyo, Don Agustín de Arévalo Briceño y Mansilla. Rindió información para pasar a Chile en 1569 y a su apellido "de Arévalo" le agregó el Briceño pues al parecer le era conveniente mencionar una ascendencia de linaje cristiano viejo en el nuevo mundo, y los Arévalo Briceño, y los Arévalo Sedeño eran de la más granada cepa de cristianos antiguos. 
Llega a Chile en 1570.
Aunque ya estaba su hermano Agustín, casado, sin hijos en una posición prominente en Santiago de Chile, Don Alonso, llegado de veintiséis años junto con los 250 españoles de la expedición de socorro de Don Miguel de Velasco, enviada por el Rey de España para ayudar al Gobernador Don Melchor Bravo de Saravia en la guerra de Arauco. 
Alcanzó el grado de capitán de infantería y participó en la derrota de Purén, que le costó el cargo a de Velasco y al Gobernador. 
En 1575 sobrevivió al terremoto que demolió Santiago entero y en 1585 concurrió a la defensa del puerto de Quinteros contra el corsario Thomas Cavendish. 

## Matrimonio y descendencia
Casó con Doña Jerónima Arias de la Peña y Córdoba, hija de Don Francisco de la Peña y Fuente y de Doña María Arias de Córdoba y Gómez, por los años que era gobernador don Alonso de Sotomayor,  el  más  eficiente en su época en la guerra contra los mapuches, ayudado por una terrible peste de viruelas en la cual los indios perdieron la mayor parte de sus guerreros.  
Don Alonso y doña Jerónima tuvieron dos hijos nacidos en Chile, por lo tanto criollos, ambos de renombre: uno ellos fue Don Alonso Juan de Arévalo Briceño, Franciscano (OFM), filósofo, Obispo de Nicaragua y de Venezuela; y otro que sería el más conocido de los Briceño del período colonial, de nombre Agustín, que llegaría a ostentar el grado de General de Ejército y que casó con Doña Ana Mariana de Benavides y Calderón Urbina, hija del también General y Conquistador Don Jerónimo de Benavides y Doña Mariana de Urbina. 
Según el Archivo de Indias tanto Don Agustín como su hermano Alonso ambos conquistadores eran pelirrojos, condición que perduró en su descendencia directa. 